# Liste der Baudenkmale in Martfeld
In der Liste der Baudenkmale in Martfeld sind alle Baudenkmale der niedersächsischen Gemeinde Martfeld aufgelistet. Die Quelle der Baudenkmale ist der Denkmalatlas Niedersachsen. Der Stand der Liste ist der 8. November 2021.

## Allgemein
In den Spalten befinden sich folgende Informationen:
- Lage: die Adresse des Baudenkmales und die geographischen Koordinaten. Kartenansicht, um Koordinaten zu setzen. In der Kartenansicht sind Baudenkmale ohne Koordinaten mit einem roten Marker dargestellt und können in der Karte gesetzt werden. Baudenkmale ohne Bild sind mit einem blauen Marker gekennzeichnet, Baudenkmale mit Bild mit einem grünen Marker.
- Bezeichnung: Bezeichnung des Baudenkmales
- Beschreibung: die Beschreibung des Baudenkmales. Unter § 3 Abs. 2 NDSchG werden Einzeldenkmale und unter § 3 Abs. 3 NDSchG Gruppen baulicher Anlagen und deren Bestandteile ausgewiesen.
- ID: die Objekt-ID des Baudenkmales
- Bild: ein Bild des Baudenkmales, ggf. zusätzlich mit einem Link zu weiteren Fotos des Baudenkmals im Medienarchiv Wikimedia Commons. Wenn man auf das Kamerasymbol klickt, können Fotos zu Baudenkmalen aus dieser Liste hochgeladen werden:

## Hustedt

### Einzelbaudenkmale
| Lage                                                             | Bezeichnung              | Beschreibung | ID       | Bild |
| ---------------------------------------------------------------- | ------------------------ | --- | -------- | ---- |
| Hustedter Dorfstraße (L202, km 10,377) 52° 54′ 3″ N, 9° 5′ 46″ O | Grenzstein               | Der quaderartige Stein mit scharriertem Flachdach wurde im ausgehenden 19. Jahrhundert an der Kreisgrenze zwischen dem Altkreis Hoya und dem Landkreis Verden aufgestellt. | 34439595 | BW   |
| Hustedter Dorfstraße 6 52° 53′ 38″ N, 9° 5′ 28″ O                | Wohn-/Wirtschaftsgebäude | Das Fachwerkgebäude wurde 1832 unter einem Krüppelwalmdach errichtet. | 34438230 |      |
| Hustedter Dorfstraße 14 52° 53′ 40″ N, 9° 5′ 35″ O               | Wohn-/Wirtschaftsgebäude | Das Zweiständer-Hallenhaus wurde 1751 unter einem Krüppelwalmdach errichtet.                                                                                               | 34438207 |      |
| Oister Weg 8 52° 53′ 45″ N, 9° 5′ 51″ O                          | Wohn-/Wirtschaftsgebäude | Das Fachwerkgebäude wurde 1713 errichtet. | 34438184 | BW   |

### Ehemaliges Baudenkmal
| Lage                                 | Bezeichnung | Beschreibung                                                                                                  | ID       | Bild |
| ------------------------------------ | ----------- | --- | -------- | ---- |
| Hustedt 9 52° 53′ 45″ N, 9° 5′ 21″ O | Backhaus    | Das Fachwerkgebäude wurde 1723 erbaut und wegen der Veränderungen 1990 aus dem Denkmalverzeichnis gestrichen. | 34438159 | BW   |

## Martfeld

### Gruppe: Kirchbezirk Martfeld
Die Gruppe „Kirchbezirk Martfeld“ besteht aus der Kirche und dem Kriegerdenkmal. Die Gruppe hat die ID 34627844.

| Lage                                  | Bezeichnung    | Beschreibung | ID       | Bild           |
| ------------------------------------- | -------------- | --- | -------- | -------------- |
| Kirchstraße 52° 52′ 30″ N, 9° 4′ 3″ O | Kirche         | Die Evangelische Pfarrkirche St. Catharinen wurde als klassizistische Saalkirche unter einem Walmkirche errichtet. Der Westturm datiert auf 1811.                                                                    | 34438963 | Weitere Bilder |
| Kirchstraße 52° 52′ 30″ N, 9° 4′ 4″ O | Kriegerdenkmal | Auf einem Podest mit einem mehrstufigen Sockel steht der Sandsteinquader mit Ecksäulen und einer Inschrift für die Gefallenen der Weltkriege. Darüber befindet sich ein Kapitell mit einem aufgesetzten Tatzenkreuz. | 34438985 |                |

### Gruppe: Hofanlagen Bruchhauser Straße 1
Die Gruppe „Hofanlage Bruchhauser Straße 1“ hat die ID 34627922.

| Lage                                                             | Bezeichnung              | Beschreibung                                                                                          | ID       | Bild |
| ---------------------------------------------------------------- | ------------------------ | --- | -------- | ---- |
| Bruchhauser Straße 1 52° 52′ 26″ N, 9° 3′ 33″ O                  | Wohn-/Wirtschaftsgebäude | Das Zweiständer-Hallenhaus wurde 1745 unter einem Halbwalmdach errichtet.                             | 34438578 | BW   |
| Bruchhauser Straße 1 52° 52′ 26″ N, 9° 3′ 32″ O                  | Wohnhaus                 | Das anderthalbgeschossige Backsteingebäude wurde 1905 unter einem Satteldach errichtet.               | 34438603 | BW   |
| Bruchhauser Straße 1 (Westernheide 2) 52° 52′ 26″ N, 9° 3′ 34″ O | Scheune                  | Um 1800 wurde die Fachwerkscheune unter einem Halbwalmdach errichtet. Später zu Wohnzwecken umgebaut. | 34438627 | BW   |
| Bruchhauser Straße 1 52° 52′ 25″ N, 9° 3′ 33″ O                  | Speicher                 | 1817 wurde der Fachwerkspeicher unter einem Satteldach errichtet.                                     | 34438652 | BW   |

### Gruppe: Hofanlagen Bruchhauser Straße 8
Die Gruppe „Hofanlage Bruchhauser Straße 8“ hat die ID 34627824.

| Lage                                            | Bezeichnung              | Beschreibung                                                    | ID       | Bild |
| ----------------------------------------------- | ------------------------ | --------------------------------------------------------------- | -------- | ---- |
| Bruchhauser Straße 8 52° 52′ 24″ N, 9° 3′ 23″ O | Wohn-/Wirtschaftsgebäude | Das Fachwerkgebäude steht unter einem reetgedeckten Satteldach. | 34438578 | BW   |
| Bruchhauser Straße 8 52° 52′ 24″ N, 9° 3′ 23″ O | Stall                    | Der Fachwerkstall steht unter einem Satteldach.                 | 34438697 | BW   |
| Bruchhauser Straße 8 52° 52′ 24″ N, 9° 3′ 23″ O | Speicher                 | Der Fachwerkspeicher steht unter einem Satteldach.              | 34438718 |      |

### Gruppe: Hofanlagen Kirchstraße 19–22
Die Gruppe „Hofanlagen Kirchstraße 19-22“ hat die ID 34627860.

| Lage                                     | Bezeichnung              | Beschreibung                                                                                      | ID       | Bild |
| ---------------------------------------- | ------------------------ | ------------------------------------------------------------------------------------------------- | -------- | ---- |
| Kirchstraße 19 52° 52′ 24″ N, 9° 4′ 8″ O | Wohn-/Wirtschaftsgebäude | Das hallenhausähnliche Backsteingebäude steht unter einem Satteldach.                             | 34439167 |      |
| Kirchstraße 19 52° 52′ 24″ N, 9° 4′ 8″ O | Stall                    | Der massive Stallflügel aus Backstein mit Ladeluke und Quereinfahrt steht unter einem Satteldach. | 34439188 | BW   |
| Kirchstraße 20 52° 52′ 24″ N, 9° 4′ 6″ O | Wohn-/Wirtschaftsgebäude | Das hallenhausähnliche Backsteingebäude steht unter einem Satteldach.                             | 34439210 | BW   |
| Kirchstraße 20 52° 52′ 23″ N, 9° 4′ 6″ O | Stall                    | Der massive Stallflügel steht unter einem Satteldach.                                             | 34439232 | BW   |
| Kirchstraße 20 52° 52′ 25″ N, 9° 4′ 6″ O | Hecke                    | Die Hecke fasst das Grundstück im Nordosten ein.                                                  | 34439925 |      |
| Kirchstraße 20 52° 52′ 24″ N, 9° 4′ 7″ O | Mauer                    | Die Mauer dient zur Grundstückseinfriedung im Kreuzungsbereich. Sie wurde teilweise erneuert.     | 34439969 |      |
| Kirchstraße 20 52° 52′ 23″ N, 9° 4′ 5″ O | Zaun                     | Der Zaun war zur Einfriedung errichtet worden.                                                    | 34439947 | BW   |
| Kirchstraße 22 52° 52′ 22″ N, 9° 4′ 8″ O | Wohn-/Wirtschaftsgebäude | 1881 wurde das massive Backsteingebäude in Gestalt eines Vierständer-Hallenhaus errichtet.        | 34439294 | BW   |
| Kirchstraße 22 52° 52′ 23″ N, 9° 4′ 7″ O | Wirtschaftsgebäude       | Das Backsteingebäude mit Vorschauer steht unter einem Satteldach.                                 | 34439274 |      |
| Kirchstraße 22 52° 52′ 23″ N, 9° 4′ 8″ O | Wirtschaftsgebäude       | Das Backsteingebäude mit zwei Quereinfahrten steht unter einem Satteldach.                        | 34439254 |      |

### Gruppe: Scheunen Kirchstraße 2, 4, 6
Die Gruppe „Scheunen Kirchstraße 2, 4, 6“ hat die ID 34627885.

| Lage                                          | Bezeichnung | Beschreibung | ID       | Bild |
| --------------------------------------------- | ----------- | --- | -------- | ---- |
| Kirchstraße 2, 4, 6 52° 52′ 33″ N, 9° 4′ 3″ O | Scheune     | Die Fachwerkscheune mit Quereinfahrt wurde im 18. Jahrhundert unter einem Walmdach errichtet.                     | 34439006 |      |
| Kirchstraße 2, 4, 6 52° 52′ 33″ N, 9° 4′ 1″ O | Scheune     | Die Fachwerkscheune mit Quereinfahrt und Ladeluke wurde im 18. Jahrhundert unter einem Krüppelwalmdach errichtet. | 34439030 |      |
| Kirchstraße 2, 4, 6 52° 52′ 32″ N, 9° 4′ 0″ O | Scheune     | Die Fachwerkscheune mit Ladeluke wurde im 18. Jahrhundert unter einem Krüppelwalmdach errichtet.                  | 34439054 |      |

### Gruppe: Hofanlage Dorfstraße 23
Die Gruppe „Hofanlage Dorfstraße 23“ hat die ID 34627985.

| Lage                                     | Bezeichnung              | Beschreibung                                                                              | ID       | Bild |
| ---------------------------------------- | ------------------------ | ----------------------------------------------------------------------------------------- | -------- | ---- |
| Dorfstraße 23 52° 52′ 25″ N, 9° 3′ 45″ O | Wohn-/Wirtschaftsgebäude | Das massive Backsteingebäude unter einem Satteldach wurde 1881 errichtet.                 | 34438759 | BW   |
| Dorfstraße 23 52° 52′ 26″ N, 9° 3′ 44″ O | Scheune                  | 1881 wurde die Backsteinscheune mit zwei Quereinfahrten unter einem Satteldach errichtet. | 34438783 | BW   |

### Gruppe: Hofanlage Kirchstraße 31
Die Gruppe „Hofanlage Kirchstraße 31“ hat die ID 34627962.

| Lage                                      | Bezeichnung              | Beschreibung | ID       | Bild |
| ----------------------------------------- | ------------------------ | --- | -------- | ---- |
| Kirchstraße 31 52° 52′ 18″ N, 9° 4′ 20″ O | Wohn-/Wirtschaftsgebäude | Das Zweiständer-Hallenhaus wurde 1813 unter einem Krüppelwalmdach errichtet. Der Wohnteil wurde 1908 massiv (quergestellt) angebaut.                    | 34439318 |      |
| Kirchstraße 31 52° 52′ 18″ N, 9° 4′ 20″ O | Scheune                  | Die massive Backsteinscheune mit Quereinfahrt unter einem Satteldach wurde um 1900 errichtet.                                                           | 34439342 |      |
| Kirchstraße 31 52° 52′ 18″ N, 9° 4′ 22″ O | Scheune                  | Die Holzscheune unter einem Satteldach wurde Anfang des 20. Jahrhunderts errichtet.                                                                     | 34439366 |      |
| Kirchstraße 31 52° 52′ 18″ N, 9° 4′ 19″ O | Stall                    | 1820 wurde der langgestreckte Fachwerkstall unter einem Satteldach errichtet.                                                                           | 34439395 |      |
| Kirchstraße 33 52° 52′ 16″ N, 9° 4′ 21″ O | Backhaus                 | 1826 wurde das anderthalbgeschossige Fachwerkgebäude unter einem Satteldach errichtet.                                                                  | 34439420 |      |
| Kirchstraße 31 52° 52′ 17″ N, 9° 4′ 20″ O | Brunnen                  | Der Ziehbrunnen aus Sandsteinsegmenten wurde im 18. Jahrhundert errichtet und wegen der Veränderungen ab 1991 nicht mehr im Denkmalverzeichnis geführt. | 34439445 | BW   |

### Gruppe: Hofanlage Auf dem Stühr 10
Die Gruppe „Hofanlage Auf dem Stühr 10“ hat die ID 34629696.

| Lage                                       | Bezeichnung              | Beschreibung | ID       | Bild |
| ------------------------------------------ | ------------------------ | --- | -------- | ---- |
| Auf dem Stühr 10 52° 52′ 6″ N, 9° 3′ 14″ O | Wohn-/Wirtschaftsgebäude | Das 1853 errichtete Zweiständer-Hallenhaus steht unter einem Satteldach. Das Gebäude wurde 1939 massiv verändert. Das Innengerüst ist erhalten. | 34439709 | BW   |
| Auf dem Stühr 10 52° 52′ 6″ N, 9° 3′ 15″ O | Stall                    | Der Schweinestall wurde 1903 errichtet. 1930 erfolgte der Anbau einer Futterkammer.                                                             | 34439760 | BW   |
| Auf dem Stühr 10 52° 52′ 5″ N, 9° 3′ 15″ O | Scheune                  | Die Fachwerkscheune wurde um 1900 erbaut und 1925 verlängert.                                                                                   | 34439736 | BW   |

### Gruppe: Hofanlage Wachtstraße 4
Die Gruppe „Hofanlage Wachtstraße 4“ hat die ID 34629589.

| Lage                                    | Bezeichnung              | Beschreibung                                                                               | ID       | Bild |
| --------------------------------------- | ------------------------ | ------------------------------------------------------------------------------------------ | -------- | ---- |
| Wachtstraße 4 52° 52′ 1″ N, 9° 3′ 38″ O | Wohn-/Wirtschaftsgebäude | 1822 wurde das Zweiständer-Hallenhaus unter einem Krüppelwalmdach errichtet.               | 34439514 | BW   |
| Wachtstraße 4 52° 52′ 2″ N, 9° 3′ 40″ O | Backhaus                 | Das Fachwerkgebäude wurde im ausgehenden 18. Jahrhundert unter einem Satteldach errichtet. | 34439640 | BW   |
| Wachtstraße 4 52° 52′ 1″ N, 9° 3′ 39″ O | Stall                    | Mitte des 19. Jahrhunderts wurde das Fachwerkgebäude unter einem Satteldach errichtet.     | 34439664 | BW   |

### Gruppe: Kirchstraße 15
Die Gruppe „Kirchstraße 15“ umfasst neben dem Wohn-/Wirtschaftsgebäude die Einfriedung mit Tor und die Lindenallee mit der Pflasterung der Zufahrt. Die Gruppe hat die ID 34627942.

| Lage                                      | Bezeichnung              | Beschreibung | ID       | Bild |
| ----------------------------------------- | ------------------------ | --- | -------- | ---- |
| Kirchstraße 15 52° 52′ 28″ N, 9° 4′ 16″ O | Wohn-/Wirtschaftsgebäude | Das Vierständer-Hallenhaus wurde im ausgehenden 18. Jahrhundert errichtet und ehemals als Pfarrhaus genutzt. 1869 erfolgte der Anbau eines Wohnteils. Auf dem Gelände steht nun auch ein altes Gebäude das als sog. „Pastorenhus“ gekennzeichnet ist. | 34439078 |      |
| Kirchstraße 15 52° 52′ 27″ N, 9° 4′ 7″ O  | Einfriedung              | Das Grundstück ist durch eine Backsteinmauer eingefriedet. Ein schmiedeeisernes Tor steht in der Zufahrt. | 34439103 | BW   |
| Kirchstraße 15 52° 52′ 27″ N, 9° 4′ 7″ O  | Allee                    | Zum Wohn-/Wirtschaftsgebäude führt auf dem Grundstück eine Allee mit Linden. Der Weg ist gepflastert. | 34439125 | BW   |

### Einzelbaudenkmale
| Lage                                            | Bezeichnung              | Beschreibung | ID       | Bild           |
| ----------------------------------------------- | ------------------------ | --- | -------- | -------------- |
| Alter Schulweg 2 52° 52′ 29″ N, 9° 4′ 15″ O     | Schule                   | Das Backsteingebäude aus dem ausgehenden 19. Jahrhundert wurde als Schule, dann als Küsterei genutzt. | 34439543 |                |
| Bremer Straße 52° 52′ 49″ N, 9° 3′ 25″ O        | Stall                    | 1747 wurde der Fachwerkstall für Schafe unter einem reetgedeckten Walmdach errichtet. | 34439543 | BW             |
| Eichenweg 8 52° 52′ 26″ N, 9° 4′ 19″ O          | Wohn-/Wirtschaftsgebäude | 1825 wurde das Zweiständer-Hallenhaus unter einem Krüppelwalmdach errichtet. | 34438831 |                |
| Hauptstraße 27 52° 52′ 36″ N, 9° 3′ 50″ O       | Wohn-/Wirtschaftsgebäude | Das Zweiständer-Hallenhaus wurde 1802 unter einem Krüppelwalmdach errichtet. | 34438877 |                |
| Hauptstraße 27 52° 52′ 36″ N, 9° 3′ 51″ O       | Freifläche               | Die das Wohn-/Wirtschaftsgebäude umgebende Freifläche zeigt einen alten Baumbestand und eine Backsteinmauer als Einfriedung. Die Zuwegung zum Gebäude besteht aus einer Feldsteinpflasterung.                                                                 | 51969367 |                |
| Hollener Weg 3 52° 52′ 36″ N, 9° 3′ 0″ O        | Wohn-/Wirtschaftsgebäude | Das Zweiständer-Hallenhaus wurde Anfang des 18. Jahrhunderts als Heuerhaus errichtet. | 34438900 | BW             |
| Hoyaer Straße 9 52° 51′ 37″ N, 9° 5′ 5″ O       | Speicher                 | Der eingeschossige Fachwerkspeicher steht unter einem Satteldach. Der Giebel kragt ein wenig vor. | 34438923 | BW             |
| Kirchstraße 16 52° 52′ 26″ N, 9° 4′ 5″ O        | Mühle                    | Die Fehsenfeldsche Mühle wurde als Galerie-Holländermühle 1871 errichtet. Der Betrieb der Mühle wurde 1971 eingestellt. Nach Sanierung ist die Windmühle seit 1991 wieder voll funktionsfähig.                                                                | 34439147 | Weitere Bilder |
| Schulstraße 17 52° 52′ 27″ N, 9° 3′ 53″ O       | Wohn-/Wirtschaftsgebäude | Das Backsteingebäude steht unter einem Satteldach. | 34439688 | BW             |
| In der Weide 46 52° 52′ 37″ N, 9° 3′ 6″ O       | Wohn-/Wirtschaftsgebäude | Das Zweiständer-Hallenhaus steht unter einem Krüppelwalmdach. | 34438943 | BW             |
| Verdener Straße 8 52° 52′ 36″ N, 9° 4′ 15″ O    | Scheune                  | Die Fachwerkscheune wurde 1769 unter einem Walmdach errichtet. | 34439491 |                |
| Mühlenweg 1 52° 52′ 47″ N, 9° 5′ 26″ O          | Mühle                    | 1861 wurde die dreigeschossige Galerie-Holländer-Windmühle als Feldmühle errichtet. Ursprünglich soll schon 1583 hier eine Mühle bestanden haben. Von 1990 bis 2003 wurde die Mühle saniert und Flügel und Galerie erneuert. Der Mahlgang ist funktionsfähig. | 34439471 | Weitere Bilder |
| Eitzendorfer Straße 3 52° 52′ 4″ N, 9° 4′ 57″ O | Backhaus                 | Das anderthalbgeschossige Fachwerkgebäude wurde 1854 unter einem Satteldach errichtet. | 34439617 |                |
| Eitzendorfer Straße 7 52° 52′ 5″ N, 9° 5′ 33″ O | Backhaus                 | Das eingeschossige Fachwerkgebäude wurde 1683 unter einem Satteldach errichtet. | 34438854 |                |
| Bruchhauser Straße 29 52° 52′ 17″ N, 9° 3′ 4″ O | Windmühle                | Die Stührer Mühle (auch: Stühr-Mühle) ist ein Mühlenstumpf. Die Mühle wurde 1878 errichtet. 1949 wurde das Windwerk abgenommen und die Mühle mit Motorkraft betrieben.                                                                                        | 34438739 | Weitere Bilder |

### Ehemalige Baudenkmale
| Lage                                   | Bezeichnung              | Beschreibung | ID       | Bild |
| -------------------------------------- | ------------------------ | --- | -------- | ---- |
| Eichenweg 2 52° 52′ 30″ N, 9° 4′ 20″ O | Wohn-/Wirtschaftsgebäude | 1791 wurde das Zweiständer-Hallenhaus unter einem Halbwalmdach errichtet. Das Gebäude wurde 2019 transloziert und dann aus dem Denkmalverzeichnis gestrichen. | 34438807 |      |

## Kleinenborstel

### Gruppe: Hofanlage Kleinenborstel 10
Die Gruppe „Hofanlage Kleinenborstel 10“ hat die ID 34627904.

| Lage                                         | Bezeichnung              | Beschreibung                                                               | ID       | Bild |
| -------------------------------------------- | ------------------------ | -------------------------------------------------------------------------- | -------- | ---- |
| Kleinenborstel 11 52° 51′ 32″ N, 9° 1′ 37″ O | Wohn-/Wirtschaftsgebäude | Das Fachwerkgebäude steht unter einem reetgedeckten Dach.                  | 34438403 | BW   |
| Kleinenborstel 11 52° 51′ 33″ N, 9° 1′ 38″ O | Stall                    | Der Stall aus Backstein steht unter einem Satteldach.                      | 34438466 | BW   |
| Kleinenborstel 11 52° 51′ 32″ N, 9° 1′ 39″ O | Scheune                  | Die Fachwerkscheune mit Quereinfahrt steht unter einem reetgedeckten Dach. | 34438424 | BW   |
| Kleinenborstel 11 52° 51′ 30″ N, 9° 1′ 37″ O | Backhaus                 | Das eingeschossige Fachwerkgebäude steht unter einem Satteldach.           | 4438445  | BW   |

### Gruppe: Hofanlage Normannshausen 5
Die Gruppe „Hofanlage Normannshausen 5“ ist eine Hofstelle. Sie hat die ID 34629800.

| Lage                                        | Bezeichnung              | Beschreibung                                                                                               | ID       | Bild |
| ------------------------------------------- | ------------------------ | --- | -------- | ---- |
| Normannshausen 5 52° 51′ 15″ N, 9° 2′ 11″ O | Wohn-/Wirtschaftsgebäude | Das Zweiständer-Hallenhaus wurde um 1800 unter einem reetgedeckten Halbwalmdach errichtet.                 | 34439785 | BW   |
| Normannshausen 5 52° 51′ 14″ N, 9° 2′ 12″ O | Stall                    | Der Fachwerkstall wurde im ausgehenden 19. Jahrhunderts unter einem Satteldach errichtet.                  | 34439810 | BW   |
| Normannshausen 5 52° 51′ 14″ N, 9° 2′ 10″ O | Scheune                  | Die Fachwerkscheune mit Längsdurchfahrt steht unter einem Satteldach und birgt eine historische Werkstatt. | 34439834 | BW   |
| Normannshausen 5 52° 51′ 15″ N, 9° 2′ 10″ O | Backhaus                 | Das Backsteingebäude wurde um 1900 unter einem Satteldach errichtet.                                       | 34439858 | BW   |

### Einzelbaudenkmale
| Lage                                          | Bezeichnung              | Beschreibung | ID       | Bild |
| --------------------------------------------- | ------------------------ | --- | -------- | ---- |
| Kleinenborstel 15 52° 51′ 34″ N, 9° 1′ 47″ O  | Stall                    | 1774 wurde der Schafstall errichtet.                                                                                  | 34438487 | BW   |
| Kleinenborstel 34 52° 51′ 55″ N, 9° 1′ 42″ O  | Wohn-/Wirtschaftsgebäude | Das Zweiständer-Hallenhaus wurde 1846 unter einem reetgedeckten Krüppelwalmdach errichtet.                            | 34438534 | BW   |
| Kleinenborstel 53 52° 51′ 31″ N, 9° 1′ 34″ O  | Backhaus                 | Das zweigeschossige Fachwerkgebäude unter einem Satteldach wurde 1730 errichtet und 1997 auf dem Grundstück versetzt. | 34438380 | BW   |
| Kleinenborstel 63 52° 51′ 29″ N, 9° 1′ 30″ O  | Backhaus                 | Um 1800 wurde das Fachwerkgebäude unter einem Drempel errichtet.                                                      | 34439882 | BW   |
| Kleinenborstel 114 52° 51′ 43″ N, 9° 1′ 57″ O | Wohn-/Wirtschaftsgebäude | Das hallenhausartige Backsteingebäude wurde 1871 unter einem Satteldach errichtet.                                    | 34438511 | BW   |
| Hollen 25 52° 52′ 35″ N, 9° 2′ 9″ O           | Wohn-/Wirtschaftsgebäude | Das Zweiständer-Hallenhaus steht unter einem reetgedeckten Krüppelwalmdach.                                           | 34438296 | BW   |
| Hollen 32 52° 51′ 55″ N, 9° 1′ 40″ O          | Speicher                 | 1718 wurde der zweigeschossige Stockspeicher aus Fachwerk unter einem Satteldach errichtet.                           | 34438272 | BW   |
| Hollen 32 52° 51′ 56″ N, 9° 1′ 46″ O          | Scheune                  | Die Fachwerkscheune mit einer Quer- und einer Längseinfahrt steht unter einem Satteldach.                             | 34439568 | BW   |
| Hollen 46 52° 52′ 35″ N, 9° 2′ 6″ O           | Backhaus                 | Das Backhaus ist aus Fachwerk.                                                                                        | 34438316 | BW   |
| Hollen 48 52° 52′ 32″ N, 9° 2′ 5″ O           | Scheune                  | Die Feldscheune mit Quereinfahrt aus Fachwerk wurde unter einem Walmdach errichtet.                                   | 34438359 | BW   |
| Hollen 48 52° 51′ 56″ N, 9° 1′ 46″ O          | Speicher                 | 1763 wurde der zweigeschossige Fachwerkspeicher unter einem Satteldach errichtet.                                     | 34438336 | BW   |